# Les Corps étrangers
 (juillet 2025).
Pour plus de détails, voir Fiche technique et Distribution.
Les Corps étrangers est un court métrage belge réalisé par Laura Wandel, sorti en 2014.

## Synopsis
Lors de sa rééducation dans une piscine municipale, un photographe de guerre appréhende le regard de l’autre et la proximité des corps. Le kiné qui l’accompagne va tenter de réhabiliter son regard sur le monde qui l’entoure.

## Fiche technique
- Titre : Les corps étrangers
- Réalisation : Laura Wandel
- Scénario : Laura Wandel
- Images : Frédéric Noirhomme
- Son : Guilhem Donzel
- Montage : Nicolas Rumpl
- Production déléguée : Stéphane Lhoest, Vincent Fournier
- Sociétés de production : Dragons Films, Umedia et Dragway Productions.
- Distribution : Dragons Films
- Dates de sortie :
  - France : 23 mai 2014 (Festival de Cannes 2014)

## Distribution
- Alain Eloy : Alexandre
- Michaël Abiteboul : Pierre
- Thomas Stuyck : Le nageur

## Tournage
Le film a été tourné en une semaine à la piscine olympique de Molenbeek-Saint-Jean, pendant sa période de fermeture au public pour rénovations en janvier 2014.

## Distinctions

### Nominations et sélections
- Festival de Cannes 2014 : sélection « court métrage en compétition »